# Lysets rige
Lysets rige er den svensk-norske forfatter Margit Sandemos seneste serie. Lysets rige består af i alt 20 bøger og starter hvor den seneste serie Heksemesteren slutter. Bøgerne blev udgivet 1995-2014.
I serien knyttes personerne fra hendes tidligere serier Sagaen om Isfolket og Heksemesteren samt en række helt nye personer sammen i en magisk verden, Lysets rige, som befinder sig ved jordens midtpunkt. Lysets rige er en anden verden, og herinde er tiden anderledes end på jorden, den går 12 gange langsommere, og er man først trådt ind i denne magiske verden, kan man ikke komme tilbage til jorden.
Serien er bl.a. udgivet på både norsk, dansk, svensk, islandsk og polsk.
Hovedtemaet i Lysets rige er kærlighed, mystik, drama og det overnaturlige.

## Bøgerne i serien
|    | Titel                          | Originaltitel                   | Udgivelsesår | Synopsis. |
| 1  | Bag portene                    | Viskningen                      | 1998         | Heksemesterens familie var sammen med sine venner endelig på vej gennem de mystiske ”porte”. Ingen vidste, hvad der ventede dem på den anden side. Heldigvis var Tiril og hendes nærmeste lykkeligt uvidende om katastrofen, som var indtruffet - at heksemesteren selv og hans ældste søn ikke var sluppet igennem portene. |
| 2  | Móri og Isfolket               | Móri och Isfolket               | 1998         | Heksemesteren Móri var udødelig, og derfor havde han ligget i en umærket grav, siden resten af familien med udtagelse af hans søn Dolg gik gennem Portene. Nu fik han hjælp af Isfolkets Marco og Nataniel til at finde sin ældste søn, som var forsvundet. Deres søgen efter Dolg førte dem ud på en farefuld færd til Island og elvernes verden.                                                                                                 |
| 3  | Pigen, der ikke kunne sige nej | Flickan som inte kunde säga nej | 1998         | Elena var den mest generte og usikre af den nye generation i Lysets rige. Hun var overbevist om, at hun var alt for tyk, og at ingen ville bryde sig om hende, hvis hun ikke føjede sig i et og alt. Derfor blev hun utroligt glad, da den ukendte John virkelig så ud til at kunne lide hende. Men heller ikke i Lysets rige var alt kun idyl. I de utilpassedes by var en gal kvindemorder løs                                                   |
| 4  | Manden fra Tågedalen           | Dagg och dimma                  | 1998         | Miranda havde altid været en venlig sjæl med stor omtanke for andre. Nu havde hun sat sig som mål at bringe lyset ud til de ulykkelige sjæle i Mørkets rige, selv om hun vidste, at mange væsener derude var onde og livsfarlige. Efter at have passeret de uhyggelige væsener nærmest muren, mødte Miranda de to væringer Haram og Gondagil. Lidet kunne hun vide, at hun kom til at bidrage til at splitte de to barndomsvenner én gang for alle |
| 5  | Johannesnatten                 | Johannesnatten                  | 1998         | To gange havde Miranda været ude af Lysets rige, og i Timons mørke land forelskede hun sig i den stolte væring Gondagil. Voldsomt og ulykkeligt – fordi han ikke kunne få lov at følge med hende ind i Lysets rige igen. Nu var muren mellem rigerne blevet lukket for altid, og Miranda vidste, at tiden var ved at løb fra dem. For mens hun led sig igennem en måned uden Gondagil, ville der gå et helt år ude i Mørkets rige                  |
| 6  | Den udvalgte                   | Den utvalde                     | 1998         | I Lysets rige blev der arbejdet hektisk for at få en yderst vigtig ekspedition sendt til De Sorte Bjerge. De fleste medlemmer af denne farlige ekspedition var allerede plukket ud, men én manglede: Den udvalgte. Den udvalgte var en lille dreng, der skulle hentes fra den mystiske sydlige del af Lysets rige. Og Indra af Isfolket var blevet udpeget til at tage sig af denne meget specielle dreng                                          |
| 7  | Heksen                         | Häxan                           | 1999         | Griselda var en ægte heks af den værste slags. Ved hjælp af en speciel salve kunne hun gøre mænd vilde af begær, hun kunne få vidner til fuldstændigt at glemme, og hun var særligt dygtig til at få andre kvinder dømt til døden for hekseri. Nu var hun kommet til Lysets rige, og aldrig havde hun set så mange attråværdige mandfolk som der. Men først og fremmest måtte hun rydde en række unge kvinder af vejen                             |
| 8  | Rædsel                         | Skräcken                        | 1999         | Griselda var uskadeliggjort, og en ekspedition var klar til at rejse ud i Mørket for at redde kæmpehjortene, men her ventede onde væsener, som ingen før havde hørt om. |
| 9  | Sol af Isfolket                | Sol av Isfolket                 | 1999         | Sol af Isfolket havde aldrig oplevet kærligheden og hun ønskede sig en chance for at møde en hun kunne elske. Først måtte hun dog uskadeliggøre Griselda som havde gemt sin sjæl og bare ventede på at vende tilbage og hævne sig på indbyggerne i Lysets rige. |
| 10 | Natsorte roser                 | Nattsvarta rosor                | 1999         | Endelig var alt parat til Lysrigets ekspedition til De Sorte Bjerge. Foruden en række heltemodige mænd var de fire kvinder Indra, Siska, Shira og Sol af Isfolket med.Den første hindring i Mørkets rige blev den langstrakte Rosernes Dal og de rædsler, der mødte dem dér |
| 11 | Blændværk                      | Bländverk                       | 2012         | Sol af Isfolket havde fået løfte om en ny chance for at opleve kærligheden. På den store ekspedition ud i Mørkets rige mødte hun sin drømmeprins: en lyslevende ridder med sværd og egen borg. Men uden for Lysets rige er intet, som det ser ud til |
| 12 | Det bævende hjerte             | Det bävande hjärtat             | 2013         | Kari er frataget alle muligheder for et værdigt liv og udvalgt til at spille en usympatisk rolle. Da hun møder den flotte Armas får hun et lillebitte håb om at komme til at opleve lidt lykke i sit liv |
| 13 | Ond saga                       | Ond saga                        | 2014         | Ekspeditionen fra Lysets rige var klar til den sidste etape frem mod det klare vand i De Sorte Bjerge. Den unge indianer Natøje var den udvalgte, som skulle forsøge at nå frem til godhedens kilde. Med sig havde han ånderne Shira og Mar, og ikke mindst den ædle Marco, prins af De Sorte Sale. Ingen af dem måtte følge Natøje den sidste del af vejen - og det var yderst usikkert, om han kunne klare det alene                             |
| 14 | Ind i varmen                   | In i värmen                     | 2014         | I Lille Madrid, også kaldet de utilpassedes by, får Vogteren Goram en vigtig opgave. Den unge Lilja har bedt om hjælp til sin 7-årige fætter Silas, der har det vanskeligt i skolen og hjemme. Samtidig er en række af Lysrigets indbyggere strandet ude i De Sorte Bjerge |
| 15 | Mørket                         | Mörkrets ande                   | 2014         | Eliksiren er færdig og Lysrigets udsendinge skal rejse ud for at opsøge menneskene på Jordens overflade. Men i mørkets rige venter en ond kraft på udsendingene og ikke mindst på Elena |
| 16 | Livshunger                     | Livshunger                      | 2014         | Berengaria føler sig ensom og forladt, hendes livsglæde er blevet erstattet af bedrøvelse. Heldigvis bliver hun udvalgt til en ekspedition til De sorte bjerg |
| 17 | Fra toppen og opad             | Från toppen och uppåt           | 2014         | De gode kræfter i Lysets Rige har fremstillet en eliksir, der fjerner onde og fjendtlige tanker fra menneskene. For at redde jorden må de sprede eliksiren til alle mennesker, men tiden er knap |
| 18 | Så dyb en længsel              | Så djup en längtan              | 2014         | Lilja og Goram elskede hinanden, men Goram var Elitevogter og underlagt ordenens strenge regler. Den eneste der kunne redde deres kærlighed, varheksemestersønnen Dolg |
| 19 | Dræbende uskyld                | Mördande oskuld                 | 2014         | Mægtige, onde magter modarbejder Lysrigets kamp for at redde planeten Jorden. De er i besiddelse af en virus, der kan udslette alt liv, og de har bortført heksmesteren Móri og Berengaria til et ukendt sted. Armas er optændt af tanken om at redde Berengaria |
| 20 | Et hav af kærlighed            | Ett hav av kärlek               | 2014         | De udsendte fra Lysets rige har to vigtige opgaver: At finde Berengaria og Móri og at uskadeliggøre Lenore og Talornin, som har bortført dem |